# Fate Ali Tipu

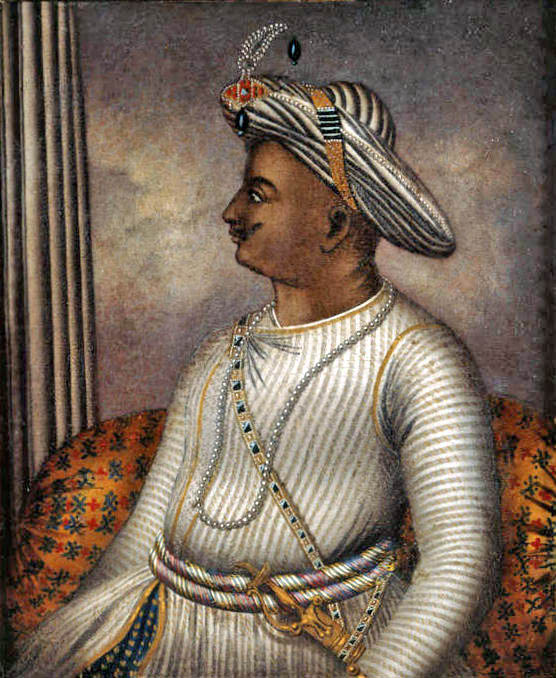
Fate Ali Tipu

Fate Ali Tipu (Devanahalli, 10 de Novembro de 1750 — Seringapatão, 4 de Maio de 1799), em língua canaresa: ಟಿಪ್ಪು ಸುಲ್ತಾನ್, em urdu:  سلطان فتح علی خان ٹیپو  , mais conhecido por Sultão Tipu, Tipu Saíbe ou Tigre de Maiçor, foi o soberano de facto do Reino de Maiçor, do qual o seu pai tinha assumido o controlo pela força contra os soberanos legítimos, os marajás de Maiçor, como eram conhecidos os governantes de uma dinastia hindu (Fate Ali e seu pai eram muçulmanos) que governou o território. Governou entre 1782, ano da morte de seu pai, e o seu falecimento em 1799. 